# Elchingen
Elchingen è un comune tedesco di 9 893 abitanti, situato nel land della Baviera.
Ad Elchingen si svolse, il 14 ottobre 1805, un'aspra battaglia fra le truppe napoleoniche comandate dal maresciallo Ney e quelle austriache, al comando del feldmaresciallo Riesch, che si concluse con la vittoria dei francesi.